# Elvis (película de 2022)
Elvis (estilizada como ELVIS) es una película musical de drama biográfico estadounidense-australiana sobre la vida y carrera del cantante, actor y bailarín estadounidense Elvis Presley dirigida por el productor de cine australiano Baz Luhrmann, a partir de un guion escrito por Luhrman y Craig Pearce. Está protagonizada por Austin Butler y Tom Hanks, con Olivia DeJonge, Yola, Luke Bracey, Kelvin Harrison Jr., Dacre Montgomery, Helen Thomson, Richard Roxburgh y David Wenham en los papeles secundarios.
En 2014 se anunció que Luhrmann dirigiría una película biográfica de Elvis Presley, aunque el proyecto no se anunció oficialmente hasta marzo de 2019. Butler fue elegido para el papel principal en julio de ese año, superando a varios otros actores, incluidos Ansel Elgort, Miles Teller y Harry Styles. El rodaje comenzó en la natal Australia de Luhrmann en enero de 2020, pero se detuvo de marzo a septiembre tras el inicio de la pandemia de COVID-19. El rodaje terminó más de un año después, en marzo de 2021.
Elvis se estrenó en el Festival Internacional de Cine de Cannes el 25 de mayo de 2022 y se estrenó en Australia el 23 de junio de 2022 y en los Estados Unidos el 24 de junio de 2022 por Warner Bros. La película fue un éxito comercial y de crítica, recaudó $286 millones en todo el mundo contra su presupuesto de $85 millones, además de ser la segunda película biográfica musical más taquillera de todos los tiempos detrás de Bohemian Rhapsody (2018) y la cuarta película más taquillera producida en Australia. La actuación de Butler obtuvo elogios generalizados, y el diseño de vestuario de la película, la dirección de Luhrmann, el diseño de producción, la edición, el diseño de sonido y las secuencias musicales también recibieron elogios.
El American Film Institute nombró a Elvis como una de las diez mejores películas de 2022. En la 80.ª edición de los Globos de Oro, recibió tres nominaciones, incluida la de Mejor película dramática, ganando el premio a Mejor actor - Drama, y recibió siete nominaciones en la 28.ª edición de los Premios de la Crítica Cinematográfica, incluida la de Mejor película. Por su actuación, Butler recibió numerosos premios, incluidas las nominaciones a Mejor Actor de los Premios de la Crítica Cinematográfica de Londres y Estados Unidos/Canadá, Mejor Actor en los Globos de Oro y Mejor Actor en los Premios Óscar.

## Argumento
En 1997, el exmánager de Elvis Presley (Austin Butler), el coronel Tom Parker (Tom Hanks), se encuentra en su lecho de muerte tras sufrir un derrame cerebral. Cuidando una adicción al juego de azar que lo ha dejado en la indigencia, recuerda cómo conoció al "rey del rock y roll".
Criado principalmente por su cariñosa madre Gladys (Helen Thomson), Elvis pasó su infancia en las partes más pobres de Misisipi. Encuentra un escape en las aventuras de los cómics del Capitán Marvel Jr. y especialmente en las canciones, aunque una vez que se muda con sus padres a Memphis, sus compañeros lo ridiculizan debido a su fascinación por la música afroamericana de Beale Street de Memphis. En este momento, Parker es un "vendedor" de carnaval que se imagina a sí mismo como un P. T. Barnum moderno. Aunque Parker está asociado con el cantante de country Hank Snow (David Wenham), Parker inmediatamente se da cuenta del potencial de Elvis cuando escucha al artista blanco "sonando negro" en el innovador sencillo "That Was Good". Esa noche, ve a Elvis en una presentación en el Louisiana Hayride y lo encuentra como un músico talentoso con un fuerte atractivo sexual.
Parker persuade a Elvis para que le permita tomar el control exclusivo de su carrera, comenzando un ascenso meteórico que saca a la familia Presley de la pobreza. Los estadounidenses comunes están divididos en cuanto a sus opiniones sobre el cantante, con ciudadanos de mentalidad demócrata sureña (incluido el senador segregacionista de Misisipi Jim Eastland) preocupados de que su música corrompa a sus hijos y calme la hostilidad racial. Eastland llama a Parker a una audiencia informal, durante la cual le pregunta a Parker sobre su misterioso pasado.
Después de los movimientos de baile cargados de Elvis en un concierto, el cantante se enfrenta a posibles problemas legales. Parker convence al gobierno de reclutar a Elvis en el ejército de los Estados Unidos para evitar enredos legales. Durante su servicio militar en la Alemania Occidental, Elvis está devastado por la muerte inducida por el alcoholismo de su madre y solo se recupera cuando conoce a Priscilla Beaulieu (Olivia DeJonge). Tras su alta, retoma su carrera cinematográfica y, años más tarde, se casa con Priscilla.
A medida que pasa la cultura popular de la década de 1960, Elvis está desconsolado por los asesinatos de Martin Luther King Jr. y Robert F. Kennedy. Aunque quiere volverse más político en su música, Parker solo le permite lanzar canciones frívolas que generen dinero fácil. Elvis finalmente decide renovar su imagen con la ayuda de un grupo externo de consultores, secuestrando un especial de Navidad, en el que graba varias canciones políticas y emocionalmente cargadas. Los patrocinadores de la red están enfurecidos y amenazan con litigar, mientras que Parker está disgustado y cree que los hippies le "lavaron el cerebro a Elvis". Independientemente, los instintos de Elvis demuestran ser correctos cuando el espectáculo es un gran éxito.
Después del especial, Elvis encabeza la sala de exhibición más grande de Las Vegas y luego reanuda las giras de conciertos. El control de Parker sobre la vida de Elvis se vuelve aún más fuerte cuando rechaza la solicitud de Elvis de una gira mundial y lo engaña para que firme un contrato para una residencia prolongada en un casino de Las Vegas. Más tarde, Elvis descubre que Parker no puede viajar al extranjero porque es un inmigrante ilegal apátrida; habiendo entregado su ciudadanía holandesa original, no podría regresar a Estados Unidos después de irse. Cuando intenta despedir a Parker, el gerente responde demandándole por una suma de dinero increíblemente grande. Discuten y Parker convence a Elvis de que los dos se necesitan. Raramente se ven después, aunque Parker continúa en su papel de gerente.
Los problemas de comportamiento y la adicción a los medicamentos recetados de Elvis lo superan, y Priscilla, abatida, se divorcia de él en 1973 y se lleva a su hija Lisa Marie con ella. Elvis continúa con un riguroso programa de espectáculos que lo deja cada vez más agotado. Poco antes de su muerte en 1977, Elvis le expresa su mayor temor a Priscilla: que nadie lo recuerde después de que se haya ido.
La película termina con imágenes de la vida real de Elvis en uno de sus espectáculos finales. Hinchado y pálido, canta "Unchained Melody" y termina la actuación triunfalmente, con un estruendoso aplauso. Al terminar su recuerdo, el coronel Parker muere, solo y empobrecido, mientras que Elvis es querido en todo el mundo y es el solista más vendido de la historia.

## Elenco
- Austin Butler como Elvis Presley

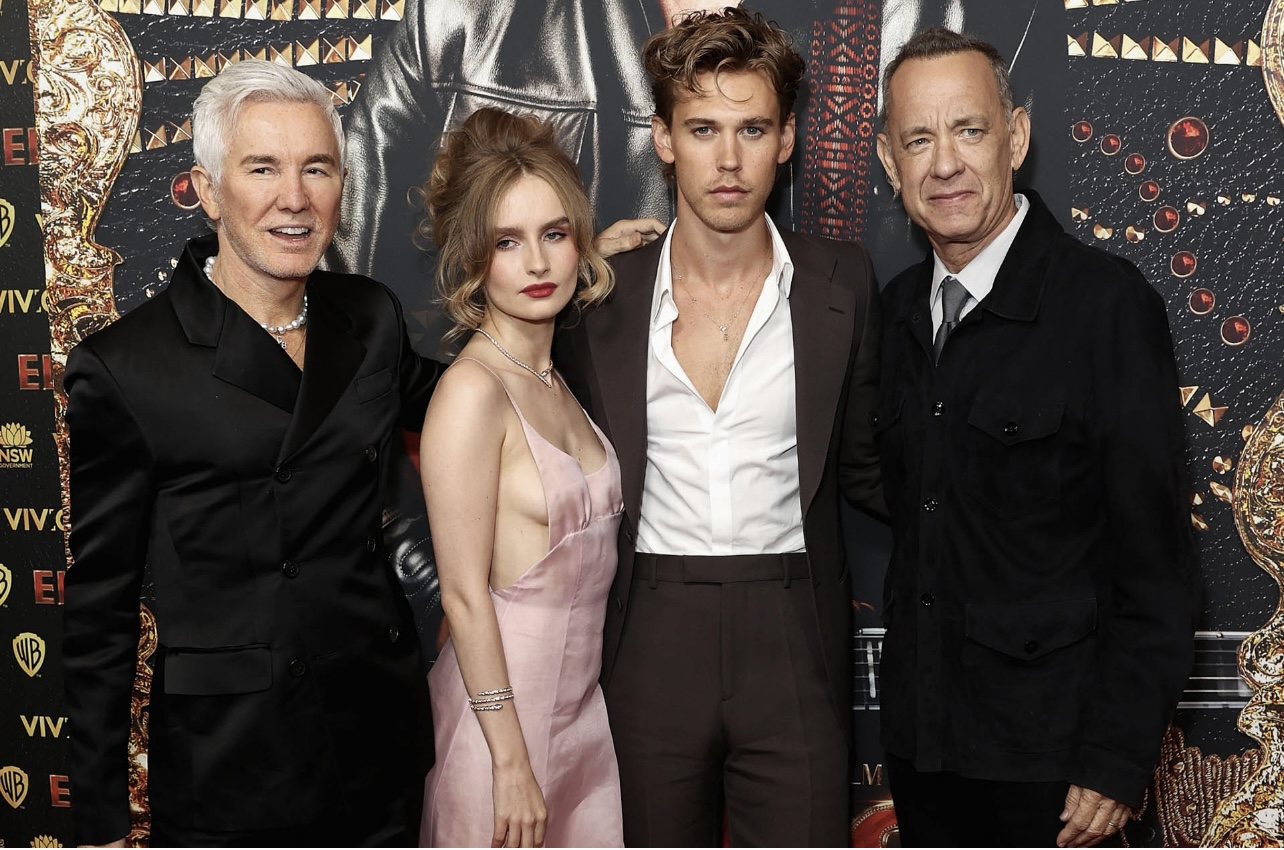
De izquierda a derechaː Baz Luhrmann, Olivia DeJonge, Austin Butler y Tom Hanks en el estreno de la película Elvis el 6 de junio de 2022

  - Chaydon Jay como joven Elvis Presley
- Tom Hanks como el "Coronel" Tom Parker
- Olivia DeJonge como Priscilla Presley
- Richard Roxburgh como Vernon Presley, padre de Elvis
- Leon Ford como Tom Diskin, un portavoz del coronel Tom Parker.[3]
- Helen Thomson como Gladys Presley, madre de Elvis
- Xavier Samuel como Scotty Moore
- Adam Dunn como Bill Black
- Dacre Montgomery como Steve Binder
- Kelvin Harrison Jr. como B.B. King
- Natasha Bassett como Dixie Locke
- Luke Bracey como Jerry Schilling
- David Wenham como Hank Snow
- Kodi Smit-McPhee como Jimmie Rodgers Snow[4]
- Josh McConville como Sam Phillips
- Kate Mulvany como Marion Keisker
- Yola como la hermana Rosetta Tharpe
- David Gannon como Charlie Hodge
- Alex Radu como George Klein
- Gareth Davies
- Charles Grounds

## Producción
El proyecto se anunció por primera vez en abril de 2014, cuando Baz Luhrmann entró en negociaciones para dirigir la película, con Kelly Marcel escribiendo el guion.
No se anunció ningún desarrollo adicional en la película hasta marzo de 2019, cuando Tom Hanks fue elegido para el papel del coronel Tom Parker. Luhrmann se estableció como director y también reemplazó a Marcel como guionista con Craig Pearce y Sam Bromell. En julio de ese año, los favoritos para el papel de Presley eran Ansel Elgort, Miles Teller, Austin Butler, Aaron Taylor-Johnson y Harry Styles. Finalmente, Butler se quedó con el papel a finales de ese mes. En octubre de 2019, Olivia DeJonge fue elegida para interpretar a Priscilla Presley. Maggie Gyllenhaal y Rufus Sewell fueron elegidos como Gladys y Vernon Presley en febrero de 2020, con Yola como la hermana Rosetta Tharpe.
La fotografía principal comenzó el 28 de enero de 2020 en Australia. El 12 de marzo de 2020, la producción se detuvo cuando Hanks y su esposa Rita Wilson dieron positivo por COVID-19 durante la pandemia de dicha enfermedad. El rodaje se reanudó el 23 de septiembre siguiente. En septiembre de 2020, Luke Bracey, Richard Roxburgh, Helen Thomson, Dacre Montgomery, Natasha Bassett, Xavier Samuel, Leon Ford, Kate Mulvany, Gareth Davies, Charles Grounds, Josh McConville y Adam Dunn se unieron al elenco de la película. Roxburgh y Thomson reemplazaron a Sewell y Gyllenhaal, respectivamente, quienes tuvieron que abandonar el proyecto debido a conflictos de programación causados por las demoras en las grabaciones. En diciembre de 2020 se anunció que Kelvin Harrison Jr. interpretaría el papel de B. B. King.

## Estreno

Cartel publicitario de la película

Elvis se estrenó en Estados Unidos el 24 de junio de 2022. Anteriormente estaba programada para ser lanzada el 1 de octubre de 2021. Como parte de sus planes para todas sus películas de 202, Warner Bros. también emitió la película simultáneamente en el servicio HBO Max durante un período de un mes, después del cual la película se eliminó hasta el período normal de lanzamiento de medios domésticos, en septiembre de 2022.

## Recepción

### Crítica
Tras su estreno, la película rápidamente se convirtió en una de las cintas más taquilleras de 2022, al mismo tiempo que entraba al top 25 de películas biográficas musicales de Billboard debido a su recaudación en el mercado doméstico (Estados Unidos y Canadá). Además recibió reseñas generalmente positivas de parte de la crítica y de la audiencia. En el sitio web especializado Rotten Tomatoes, la película posee una aprobación de 77%, basada en 385 reseñas, con una calificación de 6.8/10 y con un consenso crítico que dice: "La fórmula estándar de película biográfica de rock se sacude en Elvis, con la deslumbrante energía y el estilo de Baz Luhrmann perfectamente complementados por la destacada actuación principal de Austin Butler." De parte de la audiencia tiene una aprobación de 91%, basada en más de 10 000 votos, con una calificación de 4.5/5.
El sitio web Metacritic le dio a la película una puntuación de 64 de 100, basada en 60 reseñas, indicando "reseñas generalmente favorables". Las audiencias encuestadas por CinemaScore le otorgaron a la película una "A-" en una escala de A+ a F, mientras que en el sitio IMDb los usuarios le asignaron una calificación de 7.4/10, sobre la base de 160 028 votos. En la página web FilmAffinity la cinta tiene una calificación de 7.0/10, basada en 14 312 votos.

### Premios y nominaciones
| Premios                                           | Fecha                   | Categoría                                                                        | Nominado(s)                                                                     | Resultado | Ref.   |
| ------------------------------------------------- | ----------------------- | -------------------------------------------------------------------------------- | ------------------------------------------------------------------------------- | --------- | ------ |
| Premios AACTA                                     | 5 de diciembre de 2022  | Mejor película                                                                   | Baz Luhrmann, Catherine Martin, Gail Berman, Patrick McCormick y Schuyler Weiss | Ganadores | [ 29 ] |
| Premios AACTA                                     | 5 de diciembre de 2022  | Mejor director                                                                   | Baz Luhrmann                                                                    | Ganador   | [ 29 ] |
| Premios AACTA                                     | 5 de diciembre de 2022  | Mejor actor                                                                      | Austin Butler                                                                   | Ganador   | [ 29 ] |
| Premios AACTA                                     | 5 de diciembre de 2022  | Mejor actor de reparto                                                           | Tom Hanks                                                                       | Nominado  | [ 29 ] |
| Premios AACTA                                     | 5 de diciembre de 2022  | Mejor actriz de reparto                                                          | Olivia DeJonge                                                                  | Ganadora  | [ 29 ] |
| Premios AACTA                                     | 5 de diciembre de 2022  | Mejor guion original                                                             | Baz Luhrmann, Sam Bromell, Craig Pearce y Jeremy Doner                          | Nominados | [ 29 ] |
| Premios AACTA                                     | 5 de diciembre de 2022  | Mejor fotografía                                                                 | Mandy Walker                                                                    | Ganadora  | [ 29 ] |
| Premios AACTA                                     | 5 de diciembre de 2022  | Mejor banda sonora                                                               | Elliott Wheeler                                                                 | Nominado  | [ 29 ] |
| Premios AACTA                                     | 5 de diciembre de 2022  | Mejor edición                                                                    | Matt Villa y Jonathan Redmond                                                   | Ganadores | [ 29 ] |
| Premios AACTA                                     | 5 de diciembre de 2022  | Mejor diseño de producción                                                       | Catherine Martin, Karen Murphy y Beverley Dunn                                  | Ganadores | [ 29 ] |
| Premios AACTA                                     | 5 de diciembre de 2022  | Mejor diseño de vestuario                                                        | Catherine Martin                                                                | Ganadora  | [ 29 ] |
| Premios AACTA                                     | 5 de diciembre de 2022  | Mejor sonido                                                                     | David Lee, Wayne Pashley, Andy Nelson y Michael Keller                          | Ganadores | [ 29 ] |
| Premios AACTA                                     | 5 de diciembre de 2022  | Mejor peinado y maquillaje                                                       | Jason Baird, Mark Coulier, Louise Coulston y Shane Thomas                       | Ganadores | [ 29 ] |
| Premios AACTA                                     | 5 de diciembre de 2022  | Mejor casting                                                                    | Nikki Barrett y Denise Chamian                                                  | Nominados | [ 29 ] |
| Premios AACTA                                     | 5 de diciembre de 2022  | Mejores efectos visuales                                                         | Tom Wood, Fiona Crawford, Julian Hutchens, Josh Simmonds y Adam Hammond         | Ganadora  | [ 29 ] |
| British Academy Film Awards                       | 19 de febrero de 2023   | Mejor película                                                                   | Gail Berman, Baz Luhrmann, Catherine Martin, Patrick McCormick, Schuyler Weiss  | Nominados | [ 30 ] |
| British Academy Film Awards                       | 19 de febrero de 2023   | Mejor actor                                                                      | Austin Butler                                                                   | Ganadores | [ 30 ] |
| British Academy Film Awards                       | 19 de febrero de 2023   | Mejor reparto                                                                    | Nikki Barrett, Denise Chamian                                                   | Ganadores | [ 30 ] |
| British Academy Film Awards                       | 19 de febrero de 2023   | Mejor fotografía                                                                 | Mandy Walker                                                                    | Nominados | [ 30 ] |
| British Academy Film Awards                       | 19 de febrero de 2023   | Mejor montaje                                                                    | Jonathan Redmond, Matt Villa                                                    | Nominados | [ 30 ] |
| British Academy Film Awards                       | 19 de febrero de 2023   | Diseño de producción                                                             | Catherine Martin, Karen Murphy, Bev Dunn                                        | Nominados | [ 30 ] |
| British Academy Film Awards                       | 19 de febrero de 2023   | Mejor diseño de vestuario                                                        | Catherine Martin                                                                | Ganadores | [ 30 ] |
| British Academy Film Awards                       | 19 de febrero de 2023   | Mejor maquillaje y peluquería                                                    | Jason Baird, Mark Coulier, Louise Coulston, Shane Thomas                        | Ganadores | [ 30 ] |
| British Academy Film Awards                       | 19 de febrero de 2023   | Mejor sonido                                                                     | Michael Keller, David Lee, Andy Nelson, Wayne Pashley                           | Nominados | [ 30 ] |
| Premios Óscar                                     | 12 de marzo de 2023     | Mejor película                                                                   | Baz Luhrmann, Catherine Martin, Gail Berman, Patrick McCormick y Schuyler Weiss | Nominada  | [ 31 ] |
| Premios Óscar                                     | 12 de marzo de 2023     | Mejor actor                                                                      | Austin Butler                                                                   | Nominado  | [ 31 ] |
| Premios Óscar                                     | 12 de marzo de 2023     | Mejor sonido                                                                     | David Lee, Wayne Pashley, Andy Nelson y Michael Keller                          | Nominado  | [ 31 ] |
| Premios Óscar                                     | 12 de marzo de 2023     | Mejor diseño de producción                                                       | Catherine Martin, Karen Murphy y Anthony Carlino                                | Nominado  | [ 31 ] |
| Premios Óscar                                     | 12 de marzo de 2023     | Mejor fotografía                                                                 | Mandy Walker                                                                    | Nominada  | [ 31 ] |
| Premios Óscar                                     | 12 de marzo de 2023     | Mejor maquillaje y peluquería                                                    | Mark Coulier, Jason Baird y Aldo Signoretti                                     | Nominados | [ 31 ] |
| Premios Óscar                                     | 12 de marzo de 2023     | Mejor diseño de vestuario                                                        | Catherine Martin                                                                | Nominada  | [ 31 ] |
| Premios Óscar                                     | 12 de marzo de 2023     | Mejor montaje                                                                    | Matt Villa y Jonathan Redmond                                                   | Nominados | [ 31 ] |
| American Film Institute Awards                    | 9 de diciembre de 2022  | Top 10 Películas del Año                                                         | Elvis                                                                           | Ganadora  | [ 32 ] |
| Premios American Music                            | 20 de noviembre de 2022 | Mejor banda sonora                                                               | Elvis                                                                           | Ganadora  | [ 33 ] |
| Premios de la Crítica Cinematográfica             | 15 de enero de 2023     | Mejor película                                                                   | Elvis                                                                           | Pendiente | [ 34 ] |
| Premios de la Crítica Cinematográfica             | 15 de enero de 2023     | Mejor director                                                                   | Baz Luhrmann                                                                    | Pendiente | [ 34 ] |
| Premios de la Crítica Cinematográfica             | 15 de enero de 2023     | Mejor actor                                                                      | Austin Butler                                                                   | Pendiente | [ 34 ] |
| Premios de la Crítica Cinematográfica             | 15 de enero de 2023     | Mejor montaje                                                                    | Matt Villa y Jonathan Redmond                                                   | Pendiente | [ 34 ] |
| Premios de la Crítica Cinematográfica             | 15 de enero de 2023     | Mejor diseño de vestuario                                                        | Catherine Martin                                                                | Pendiente | [ 34 ] |
| Premios de la Crítica Cinematográfica             | 15 de enero de 2023     | Mejor diseño de producción                                                       | Catherine Martin, Karen Murphy y Bev Dunn                                       | Pendiente | [ 34 ] |
| Premios de la Crítica Cinematográfica             | 15 de enero de 2023     | Mejor maquillaje                                                                 | Elvis                                                                           | Pendiente | [ 34 ] |
| Premios Grammy                                    | 5 de febrero de 2023    | Mejor recopilación de banda sonora para película, televisión u otro medio visual | Elvis                                                                           | Nominado  | [ 35 ] |
| Premios Globo de Oro                              | 10 de enero de 2023     | Mejor película dramática                                                         | Elvis                                                                           | Nominada  | [ 36 ] |
| Premios Globo de Oro                              | 10 de enero de 2023     | Mejor director                                                                   | Baz Luhrmann                                                                    | Nominado  | [ 36 ] |
| Premios Globo de Oro                              | 10 de enero de 2023     | Mejor actor - Drama                                                              | Austin Butler                                                                   | Ganador   | [ 36 ] |
| Premios de la Asociación de Críticos de Hollywood | 1 de julio de 2022      | Mejor película                                                                   | Elvis                                                                           | Nominada  | [ 37 ] |
| Premios de la Asociación de Críticos de Hollywood | 1 de julio de 2022      | Mejor director                                                                   | Baz Luhrmann                                                                    | Nominado  | [ 37 ] |
| Premios de la Asociación de Críticos de Hollywood | 1 de julio de 2022      | Mejor actor                                                                      | Austin Butler                                                                   | Ganador   | [ 37 ] |
| Hollywood Music in Media Awards                   | 16 de noviembre de 2022 | Mejor supervisión en una película                                                | Anton Monsted                                                                   | Ganador   | [ 38 ] |
| Hollywood Music in Media Awards                   | 16 de noviembre de 2022 | Mejor película biográfica o musical                                              | Elvis                                                                           | Nominada  | [ 38 ] |
| Hollywood Music in Media Awards                   | 16 de noviembre de 2022 | Mejor banda sonora                                                               | Elvis – Various artists                                                         | Ganadora  | [ 38 ] |
| Premios People's Choice                           | 6 de diciembre de 2022  | Mejor película de 2022                                                           | Elvis                                                                           | Nominada  | [ 39 ] |
| Premios People's Choice                           | 6 de diciembre de 2022  | Mejor película dramática de 2022                                                 | Elvis                                                                           | Nominada  | [ 39 ] |
| Premios People's Choice                           | 6 de diciembre de 2022  | Mejor estrella de drama de 2022                                                  | Austin Butler                                                                   | Ganador   | [ 39 ] |
| Premios Sant Jordi                                | 25 de abril de 2023     | Mejor actor en película extranjera                                               | Austin Butler                                                                   | Ganador   | [ 40 ] |